# تونس في بطولة العالم للألعاب المائية 2005
شاركت تونس في بطولة العالم للألعاب المائية 2005 في مونتريال بكندا في الفترة من 24 إلى 31 يوليو.

## الحاصلون على الميداليات
| ميدالية | اسم           | رياضة        | حدث                       | تاريخ    |
| ------- | ------------- | ------------ | ------------------------- | -------- |
| برونزية | أسامة الملولي | سباحة حرة    | 400 متر سباحة حرة رجال    | 24 يوليو |
| برونزية | أسامة الملولي | سباحة متنوعة | 400 متر سباحة متنوعة رجال | 31 يوليو |